# Stow Maries
Stow Maries – wieś w Anglii, w hrabstwie Essex, w dystrykcie Maldon. Leży 15 km na południowy wschód od miasta Chelmsford i 57 km na wschód od Londynu. Miejscowość liczy 200 mieszkańców.